# Clahoose
Clahoose (Klahoose, Klashoose, Tlahoos), jedno od plemena salishan (Comox) Indijanaca koji su živjeli na Toba Inletu u Britanskoj Kolumbiji, Kanada. Govorili su dijalektom jezika comox. Populacija im je 1904. iznosila 73.
Ostali nazivi za njih kod raznih autora su Tlahū’s (Boas), Klahous, Cle-Huse (Schoolcraft), Clayhoosh (Whymper).